# Josef Schillinger
Josef Schillinger, född 21 januari 1908 i Oberrimsingen, död 23 oktober 1943 i Auschwitz, var en tysk Oberscharführer och Rapportführer i Auschwitz. 

## Biografi
Schillinger var till yrket tunnbindare. I början av september 1939 blev han medlem i Schutzstaffel (SS). Efter inrättandet av förintelsekomplexet Auschwitz-Birkenau blev han där Rapportführer i manslägret. Han var även Kommandoführer i satellitlägret Chełmek.
Den 23 oktober 1943 anlände en transport med omkring 1 800 judiska fångar till Auschwitz-Birkenau. I egenskap av Rapportführer eskorterade Schillinger dessa från ankomstrampen till Krematorium II, där de skulle gasas ihjäl. De intet ont anande judarna skulle föras in i avklädningsrummet, men en judisk dansös – Franciszka Mann – anade oråd. Hon ryckte till sig Schillingers pistol och avfyrade tre skott. Ett av dessa träffade Schillinger, som avled på väg till sjukstugan. Även andra kvinnor satte sig till motvärn, men upproret slogs ned med maskingevärseld.
Vid rättegången mot Adolf Eichmann i Israel år 1961 vittnade överlevaren Aharob Beilin om de grymheter som Schillinger hade gjort sig skyldig till i Auschwitz.